# ۲۰ جمادی‌الثانی
۲۰ جمادی‌الثانی، بیستمین روز ماه جمادی‌الثانی در تقویم هجری قمری است.
در تقویم هجری قمری قراردادی این روز صد و شصت و هشتمین روز سال است.

## تولدها
- ۸ قبل از هجرت ‐ فاطمه بنت محمد[۱]
- ۱۳۲۰ ‐ روح‌الله خمینی، رهبر ایران[۱]

## مناسبت‌ها
- در ایران: روز زن

## زادگان
- ۷۱۹ - بهاءالدین سُبکی،محدث، فقیه،ادیب، نویسنده و شاعر مصری .

## درگذشتگان
- ۷۶۸ - عبدالله یافعی صوفی، فقیه، تاریخ‌نگار و نویسنده پُراثر عربی یمنی.